# Daniel Magnus Walin
Daniel Magnus Walin, född 17 augusti 1788 i Barva församling, Södermanlands län, död 18 juli 1857 i Leksands församling, Kopparbergs län, var en svensk organist och kyrkomusiker.

## Biografi
Daniel Magnus Walin föddes 17 augusti 1788 på Klockaregården i Barva socken. Han var son till klockaren Peter Wadlin och Anna Cajsa Ramstedt. Walin avlade musikdirektörsexamen vid Kungliga Musikaliska Akademiens undervisningsverk 1814. Han var director musices vid gymnasiet i Västerås och organist i domkyrkan 1814-1827. Därefter var han klockare och organist i Leksand 1828-1857. Walin blev invald som ledamot nummer 348 i Musikaliska Akademien 10 juni 1856. Han var far till Rudolf Walin och Gustafva Amalia Walin.